# Alberni-Nanaimo (circonscription britanno-colombienne)
Pour les articles homonymes, voir Alberni et Nanaimo.
Circonscription électorale provinciale du Canada
Alberni-Nanaimo est une ancienne circonscription provinciale de la Colombie-Britannique représentée à l'Assemblée législative de la Colombie-Britannique de 1933 à 1941.

## Géographie
Le circonscription était située sur l'ile de Vancouver.

## Liste des députés
| Législature                                                       | Années                           | Député                           | Député                           | Parti                            |
| Alberni-Nanaimo                                                   | Alberni-Nanaimo                  | Alberni-Nanaimo                  | Alberni-Nanaimo                  | Alberni-Nanaimo                  |
| Circonscription issue de Alberni                                  | Circonscription issue de Alberni | Circonscription issue de Alberni | Circonscription issue de Alberni | Circonscription issue de Alberni |
| ----------------------------------------------------------------- | -------------------------------- | -------------------------------- | -------------------------------- | -------------------------------- |
| 18e                                                               | 1933–1937                        |                                  | George Sharratt Pearson          | Libéral                          |
| 19e                                                               | 1937–1941                        |                                  | George Sharratt Pearson          | Libéral                          |
| Circonscription abolie, voir : Alberni et Nanaimo and the Islands |                                  |                                  |                                  |                                  |